# 葡萄毛管蚜
葡萄毛管蚜（学名：Greenidea (Paragreenidea）为毛管蚜科毛管蚜屬下的一个种。